# Télé Zèbre

Logo de l'émission

Télé Zèbre est une émission de télévision animée par Thierry Ardisson, diffusée sur Antenne 2 de 1990 à 1991, le samedi à 19 h.

## Chroniqueurs
- Yvan Le Bolloc'h
- Françoise Hardy
- Philippe Manœuvre
- Yves Mourousi
- Bruno Solo